# 砂拉越直轄殖民地
砂拉越直轄殖民地是位於英屬婆羅洲的一個英國直轄殖民地，其成立於1946年英國軍事管制區解散後。1963年9月16日，砂拉越/沙巴/新加坡/馬來亞共組馬來西亞，砂拉越成為了馬來西亞的建國夥伴。

## 歷史

### 轉讓
1945年9月11日，日本戰敗後婆羅洲由約翰·菲茨帕特里克領導的英國軍事管理局接管。1946年4月15日，交予查爾斯·維納·布魯克管理。
1946年4月15日，砂拉越移交至查爾斯·維納·布魯克，大部分砂拉越人民支持他。日本佔領期間，由於油田、機場、橡膠園遭到破壞，砂勞越總共損失了2,300萬砂拉越元（不包括砂勞越石油公司的5,700萬元損失）。
布魯克發現他沒有足夠的資源來開發砂拉越，他也沒有滿意的人選繼承砂拉越拉惹。且布魯克也對他的兄弟伯特倫·布魯克和他的兒子安東尼·布魯克的領導能力缺乏信心。布魯克希望砂拉越成為英國直轄殖民地，英國可以重建砂拉越的基礎設施並發展其戰後經濟。
1946年2月8日，殖民地建立的消息首次傳出。砂拉越人民對此反應不一，伊班族、華人和馬蘭瑙社區都積極響應這一消息。然而，大多數馬來人反對將砂拉越轉讓給英國政府，英國代表就此問題向砂拉越各族群進行了調查。

1946年5月10日，一份發送給倫敦殖民地部的報告，其中包括以下內容：
…全體國民對於此事大多持默許意見，這證明將轉讓問題提交給砂拉越議會是合理的，他們強烈敦促不要推遲轉讓問題。
總之，根據墨爾本ABC廣播電台報道，查爾斯·維納·布魯克將獲得100萬英鎊作為轉讓砂拉越的賠償。這給人布魯克試圖出賣砂拉越以謀取個人利益的印像，這完全違背了1941年砂勞越憲法，憲法規定砂拉越將在布魯克的領導下走向自治。但其實由於日本入侵東南亞，該憲法未能實施。
因為英國未能在1942年保護砂拉越，又在戰後試圖奪回砂拉越，所以這項計畫也受到當地馬來報紙《砂拉越前鋒報》的批評。
英國只在砂拉越轉為直轄殖民地後才批准重建砂拉越的貸款。因此，英國對砂拉越的主張被當作為了自身經濟利益而開發砂拉越自然資源。
除此之外，英國殖民部也試圖將英屬馬來亞、海峽殖民地、英屬北婆羅洲、汶萊和砂拉越合併為一個行政單位。1870年到1917年期間，英國一直試圖干涉砂拉越的內政，但遭到了拉惹查爾斯‧布魯克的抵制。
1940年，英國也試圖干涉安東尼·布魯克的繼承問題，並敦促維納·布魯克簽署1941年協議，在砂拉越派駐一名英國顧問，以免日本在東南亞擴大影響力。
英國也對澳洲打算接管砂拉越的軍權很警惕。因此，英國政府希望趕在澳洲之前控制砂拉越。英國在戰後陷入了可怕的財政危機，需要砂拉越的資源來重建戰後經濟並償還戰爭貸款。
1946年2月6日，英國下議院對吞併砂拉越作出正式解釋，表示英國將執行額外的義務來履行其在1888年砂拉越保護國協議、1941年英國代表義務協議下的關於國防、外交事務、外國人地位以及《聯合國憲章》的建議的義務。
1946年5月15日至17日，割讓法案在內格里議會（現為砂拉越議會）進行辯論，並以19票對16票的微弱多數獲得通過。歐洲官員普遍支持轉讓，但馬來官員強烈反對。約有300至400名馬來公務員辭職以示抗議，且有人對內格里委員會這種投票的合法性提出了質疑。歐洲官員這樣的局外人參與了決定砂拉越命運的投票。幾名中國代表表示不投票支持，之後其收到了生命威脅。
1946年5月18日，拉賈·查爾斯·維納·布魯克和英國代表C.W.道森在古晉阿斯塔納簽署了轉讓法案。1946年7月1日法案生效，砂拉越正式成為英國直轄殖民地。

同一天，拉惹維納·布魯克就砂拉越作為直轄殖民地的好處發表演講：
…儘管如此，我還是做出了這個決定，因為我知道這符合砂拉越人民的最大利益，並且在現代世界的動盪中，人民將從英國統治的經驗、力量和智慧中受益匪淺。——1947年7月2日，砂勞越公報報道，第118頁。
1946年10月29日，第一任總督直到到任。砂拉越在與馬來西亞合併之前作為英國直轄殖民地17年。

### 反轉讓運動
這次轉讓激發了馬來知識分子的當地人的民族主義情緒。他們以詩巫和古晉為主要活動地點，開始了反轉讓運動。同時，大多數華人支持割讓，因為英國治理將為砂拉越帶來更多經濟利益。此外，英國還將禁止非法賭博和鴉片貿易，這也有利於經濟。大多數伊班族尊重拉惹的決定，因為他們相信拉惹是為了砂拉越人民的利益而行事。同時，砂拉越的印度裔人口也支持割讓，因為他們認同英國的執政原則。
馬來人在詩巫成立了馬來青年協會，在古晉成立了砂拉越馬來民族協會。那些辭去政府職務的公務員成立了一個名為「338組」的團體，象徵先知穆罕默德帶領338名步兵在巴德爾之役中取得勝利。

最初，他們組織會談、張貼海報、簽署備忘錄、參加示威，以表其不滿。安東尼·布魯克也試圖反對轉讓，但被英國殖民政府禁止入境砂拉越。英國政府沒有理會馬來社群的要求和呼籲。1948年8月20日，一個更為激進的組織在詩巫成立，名為魯坤13，阿旺·蘭布利是領導人。阿旺·蘭布利認為：
我們在等待奇蹟發生的同時長時間組織這樣的示威活動是沒有用的。我們必須記住，如果我們決定犧牲自己的生命，獨立仍然掌握在我們手中。沒有其他人比總督更好殺了。——1975年報道，賽義德·侯賽因·阿拉塔斯
1949年12月3日，砂拉越第二任總督鄧肯·史都華於在詩巫被羅斯里多比刺傷。此後，魯坤13被取締，羅斯里多比和該組織的其他三名成員被絞死，其他人被監禁。這個事件加大了英國對砂拉越反轉讓運動的鎮壓，所有與反轉讓相關的組織都被取締，相關檔案被沒收。刺殺事件發生後，之前持支持態度的安東尼·布魯克試圖與反轉讓運動保持距離，他擔心此事會導致自己被牽連。由於英國的鎮壓，砂拉越人民之後不再敢支援反轉讓運動。
1951年2月，反轉讓運動的結束。儘管反轉讓運動以失敗了，馬來西亞歷史學家還是認為這個事件是砂拉越原住民民族主義的開始。這起事件也向英國人傳遞了一個訊息，那就是砂拉越當地人的力量是不可被忽視的。英國將魯坤13的成員描述為叛徒，但在馬來西亞歷史學家眼中，魯坤13的成員被當作為砂拉越獨立而戰的英雄。
1951年2月4日，砂拉越各反割讓組織向英國首相發出電報，討論砂拉越未來的計畫。他們收到了英國首相的答复，首相向當地居民保證英國有意引導砂拉越走向大英國協自治。砂拉越人民可以根據憲法，用適當的渠道自由表達意見，英國政府也會充分考慮他們的意見。

### 後期發展
1959年，砂拉越英國殖民政府在寫給女王的請願書中保證，砂拉越人民能夠正確治理自己的國家之前，英國政府不會放棄繼續發展砂拉越。

## 行政
英國砂拉越直轄殖民地總督是英國政府在1946年布魯克政府轉讓砂拉越後設立的職位。總督的任命由國王喬治六世負責，後來由伊麗莎白二世女王負責，直至1963年馬來西亞聯邦成立。馬來西亞成立後，總督這一職位改為「砂拉越州長」，並由馬來西亞最高元首任命。當時砂拉越總督的官邸是位於砂拉越河北岸的阿斯塔納。
|        | 名字                        | 接任           | 離任           | 備註                                                                    |
| ------ | --------------------------- | -------------- | -------------- | ----------------------------------------------------------------------- |
| 第一任 | 查爾斯·阿登-克拉克          | 1946年10月29日 | 1949年7月27日  | 首任沙撈越直轄殖民地總督                                                |
| 第二任 | 鄧肯·史都華                 | 1949年10月31日 | 1949年12月10日 | 1949年12月3日在訪問詩巫時羅斯里多比刺殺，12月10日離世。                 |
| 第三任 | 安東尼·阿貝爾               | 1949年12月11日 | 1959年11月16日 | 原本任期只有3年，但任期延長至1959年。後來他成為了科博爾德委員會的成員。 |
| 第四任 | 亞歷山大·尼科爾·安東·瓦德爾 | 1960年2月23日  | 1963年9月15日  | 最後一任                                                                |

砂拉越在直轄殖民地中也是很獨特的，因為之前的的政府機構在新政府下依然繼續運行。根據布魯克斯1941年憲法成立的最高委員會和內格里委員會保留了其特權，而拉王公由總督取代。即便如此，這些機構的職位全都是委任的。1954年，內格里委員會擁有立法和管理財政的權力，其由25名成員組成：14名公務員官員，以及11名代表不同種族和利益團體的非官方成員。總督在行使其權力時必須與最高委員會協商。
在地方政府方面，行政區分為五個部分，每個部分由一名常駐官管轄。每個部門又分為由行政區官員管轄區，這些地區又進一步劃分為子級行政區。每個部門和行政區都有一個顧問委員會，有些地區也有一個華人顧問委員會。英國殖民政府在戰前開始建立地方管理系統，到1954年，約有26萬人居住在砂拉越。雖然早期的地方管理機構是以種族為基礎的，但人們發現這行不通，之後地方管理機構就被整合了。
1956年，憲法進行了改革，以增加民主代表。內格里議會成員擴大至45名，其中24名非官方成員，14名當然成員，4名總督認為不足以代表利益集團的委任代表，以及3名常駐成員。新的最高委員會由3名當然成員（首席秘書、財政秘書和總檢察長）、2名委任成員和5名從內格里選舉產生的成員組成。

## 經濟
砂拉越的經濟嚴重依賴於農業部門，並受到政府對經濟的支出以及商品的進出口的影響。消費和投資僅占經濟的一小部分，因為大多數人口都在農業部門工作。砂拉越的私人和商業經濟主要由華人主導，儘管大多數華人都從事農業。每年的砂拉越預算可分為常規預算和資本預算這兩部分。常規預算是政府用於公共服務的年度承諾支出。其收入來源於常規、可靠的收入來源。資本預算用於砂拉越的長期發展。其收入來源來自不可預測的收入來源，如英國殖民地發展和福利基金的補助款、貸款以及出口稅的盈餘。
1947年到1962年期間，政府總收入從每年的1200萬美元增加到每年的7800萬美元，總支出持續增加，從每年的1000萬美元增加到每年的 8200 萬美元。只有1949年、1958年和1962年政府預算出現赤字。由於缺乏數據，此期間沒有已知的國內生產毛額數據。儘管在殖民時期推出了幾項新的稅收和商業立法，但是律師很少。這在很大程度上是由於布魯克政權不允許律師在砂拉越執業。因此，案件很少達到法庭層面。在這段時期，砂拉越的農業發展不佳，這主要是由於農民缺乏教育，他們使用了低效的刀耕火種的耕作技術，缺乏交通與通訊，以及未能實現農作物多樣化。
1946年日本佔領結束後一年，查爾斯·維納·布魯克簽署了砂拉越預算支出的最後一份供應條例。大部分支出用於金額達一百萬美元退休金欠款，可能是為了支付在日本佔領期間被拘留或工作的政府僕人的費用。其後的支出包括財政、公共工程、養老金和公積金、醫療和健康，以及砂拉越警察部隊。即使在日本佔領期間，公共工程支出僅占總支出的5.5%，戰爭的破壞也無法改變這一情況。隨著直轄殖民地成立，公共工程和財政成為戰後重建和政府財政重組的即時重點。這之後是退休金、警察部隊和衛生。1950年以前公共工程一直是主要支出項目。
1951年，與前幾年相比，航空支出得到了明確分配。1951年的預算更加強調地方政府、土著事務、防務和維穩的分配，這使公共工程的預算看起來微不足道。1952年，戰損委員會的捐款大幅增加。
1953年，發展項目的分配增加。直到1956年，教育支出才大幅增加，佔1957年總預算的15.5%。 教育支出佔預算的相當大比例，直到殖民時期結束。教育支出的大部分用於小學和中學。砂拉越的高等教育直到1961年賓唐師範學院成立後才開始逐漸出現。
在整個殖民時期，林業支出也一直在增加。防務支出在整個時期中一直很少，因為英國全權負責砂拉越的防務。
1952年，所得稅的收入出現了一大飛躍，盡管在整個殖民時期，海關稅和消費稅仍然是政府最大的收入來源。 除1952年以外，所得稅收入在整個殖民時期內一直在穩步下降。
儘管在砂拉越種植稻米，但自布魯克時代以來，本地種植的稻米不就不能夠供應當地人口過活，因此，砂拉越進口最多的商品是大米。其他的主要進口品是從詩里亞油田進口的原油，經由魯通油廠加工生產汽油、煤油、煤氣、燃油和柴油。主要出口商品包括：橡膠、胡椒、西米、耶魯楝（一種橡膠原料）、鋸木、椰子果實、以及石油。當時僅有五個橡膠種植園，佔地僅2,854公頃，而小規模持有土地的面積達80,000公頃。
1950年至1952年期間，受韓戰影響，橡膠需求上升，砂拉越殖民政府的稅收增加。到了1956年，砂拉越出口的胡椒佔了世界總產量的三分之一，石油也是砂拉越在此期間的主要收入來源。耶魯楝出口的重要性在英治後期逐漸下降。
最初，殖民政府將黃金出口至外國市場，但在1959年後，政府停止參與黃金出口，使礦工只能在本地及其他自由市場上出售黃金。在殖民時期後半期，來自第一區三馬丹的鋁礬土出口量增加，但到了殖民時期末，這種礦產已經枯竭。
總的來說，砂拉越英治時期與布魯克統治時期相比，政府支出在所有領域都大幅增加。然而，與馬來半島各州相比，砂拉越大財政支出顯得微不足道。根據亞歷山大·戈登·克羅克的一項研究，這些預算支出表現出了殖民政府試圖發展砂拉越，而非剝削砂拉越的自然資源。

## 人口
1947年的人口普查顯示，砂拉越總人口為546,385人，其中伊班族、華人和馬來人佔79.3%。殖民地建立初期，72%的人口為自給農，13%種植經濟作物，15%為受薪工人。在砂拉越各族群中，只有華人會創業。
| 1947年砂拉越種族構成 | 1947年砂拉越種族構成 | 1947年砂拉越種族構成 | 1947年砂拉越種族構成 | 1947年砂拉越種族構成 |
| -------------------- | -------------------- | -------------------- | -------------------- | -------------------- |
| 種族                 | 種族                 |                      | 比率                 | 比率                 |
| 伊班族               | 伊班族               |                      | 34.8%                | 34.8%                |
| 華人                 | 華人                 |                      | 26.6%                | 26.6%                |
| 馬來族               | 馬來族               |                      | 17.9%                | 17.9%                |
| 比達友人             | 比達友人             |                      | 7.7%                 | 7.7%                 |
| 梅拉瑙人             | 梅拉瑙人             |                      | 6.5%                 | 6.5%                 |
| 其他原住民           | 其他原住民           |                      | 5.5%                 | 5.5%                 |
| 歐洲人               | 歐洲人               |                      | 0.1%                 | 0.1%                 |
| 其他非原住民         | 其他非原住民         |                      | 0.9%                 | 0.9%                 |

## 公共建設

### 教育
砂拉越的招生人數逐年穩定成長。1957年，共有學生79,407人，另有70所小學開業。
峇都林當教師培訓中心於1948年成立，旨在為鄉村本土白話學校培訓教師，其還為教師提供英語語言培訓課程。峇都林當教師培訓中心還附設一所國中，招收由小學選拔的學生，順利從中學畢業的學生可以在峇都林當教師培訓中心接受教師培訓或加入公務員隊伍。為了提高農村地區的成人識字率和提高當地人的農業生產力，加拿逸農業進步學校於1948年5月開辦。但由於當地人教育不重視，1947年至1960年，識字率僅略有提高。農業進步學校隨後於1957年廢校。

### 電力
戰後，美里、賓圖魯和林夢都因盟軍轟炸而遭到嚴重破壞。美里依賴日本人從亞庇帶來的發電機組。同樣，加帛鎮、加拿逸鎮和桑坡鎮在戰爭結束前最後幾天的無政府狀態中被摧毀。
戰後，砂拉越電力供應公司（英語：Sarawak Electricity Supply Company (SESCo)）重新開始運營。然而，由於缺乏備件、部件損壞以及設備缺乏適當維護，其很難滿足主要城鎮不斷增長的電力需求。砂拉越電力供應公司也從砂拉越油田有限公司接管了美里的發電廠。主要城鎮的人們繼續被電力供應不穩定而困擾，直到1953年，電力供應才恢復到戰前水平。同年，電力供應擴大到砂拉越的五個新地區。砂拉越電力供應公司繼續營運至1963年1月1日，隨後更名為砂拉越電力供應有限公司（英語：Sarawak Electricity Supply Corporation (SESCO)）。

### 醫療
瘧疾在砂拉越流行，但實際上砂拉越第一次正式的瘧疾流行調查是在1952年至1953年間進行的。調查結果發現，沿海地區瘧疾流行率較低，而內陸丘陵山區瘧疾流行率較高。
砂拉越的醫療服務成為了英國殖民地醫療服務的一部分。砂拉越的醫療人員只能從馬來亞聯邦引進。:21947年7月21日，砂拉越醫務部門正式成立，該部門的支出約佔政府收入的 10%。:3砂拉越醫療部門人力短缺，缺少的職位包括醫生、護理員和護士。1959年，人員狀況已大大改善。政府任命了區域醫務官，並開設了更多的護理學校和鄉村診所。:3並且一併開展了各種項目，如1953年瘧疾控制項目和1960年結核病控制項目。通過了一些法律，如1948年醫師登記條例、1948年牙醫登記條例、1952年危險藥品條例和1963年公共衛生條例。:4
1947年，砂拉越只有兩家政府醫院，一個是255個床位但古晉中央醫院（現砂拉越中央醫院），另一個是55但床位的劉欽侯醫院（現劉欽侯醫院紀念館）。在美里，砂拉越殼牌油田有限公司建造了一家醫院。砂拉越與文萊政府達成協議，允許林夢的患者入住文萊州立醫院。文萊衛生服務部門每月定期訪問林夢。:41957年，古晉建成了砂拉越精神病院。:51952年，美里建成了一家政府醫院。:3551957年，美國衛理公會在加帛鎮建造了一家基督醫院，:360之後1958年在林夢建造了林夢醫院。:3651947年，砂拉越有21家鄉村診所，由一名助手和一名服務員管理。:51953年和1960年分別開設了加帛鎮診所和實拉卓鎮診所。:369和371這些診所的年問診總量有13萬人次。 :61947年，殖民政府撥款設立了兩家鄉村診所和16家流動診所。但由於難以招募到必要的醫護人員，僅有兩家流動診所在拉讓江運作，以滿足鄉村社區的需求。:6-7
日本的佔領破壞了砂拉越的牙科醫療服務。1949年，一名澳大利亞牙科外科醫生被任命為砂拉越牙科醫療服務負責人。政府設立英國文化協會和可倫坡計劃獎學金，以激勵更多人從事牙醫。:2031950年代，砂拉越招募了牙科護士。1959年和1960年，醫院的牙科服務擴展到了詩巫和美里。1961年，成邦江的公共供水開始加氟。:204

## 文化
1954年6月8日，砂拉越廣播電臺在英國廣播公司的技術援助下成立。其廣播服務提供馬來語、伊班語、中文和英文這四本語言。伊班語專欄在每天晚上7點至8點播出，內容涵蓋新聞、農業、畜牧業、伊班民間傳說和史詩。1958年，根據可倫坡計劃，學校廣播服務成立，1959年，開設英文課程。其向小學分發了收音機，以便學生學習英文。1960年代，砂拉越有467所學校參與次計畫，有850名教師分別參加了11個培訓課程。1963年馬來西亞成立後，砂拉越廣播電臺更名為馬來西亞砂拉越廣播電臺。
砂拉越殖民政府意識到英國的教育和原住的民文化正在影響新一代的伊班族教師。1958年9月15日，婆羅洲文學局（英語：Borneo Literature Bureau）成立，其目的旨在培育和鼓勵當地文學，同時支持政府發布的檔案，特別是在將分發給砂拉越和沙巴當地人的技術和指導手冊中。除當地語言外，政府發布的檔案還以英文、中文和馬來語出版。1961年11月至1977年9月期間，婆羅洲文學局共出版了191期面向中小學生的《海豚》雜誌，以作為在砂拉越共產主義叛亂期間禁止的左翼文學的替代品。
戰後，砂拉越的藝術家，尤其是古晉地區，選擇了溫和的主題和社會福祉作為他們繪畫的對象，如風景和大自然，以及原住民特色，如公雞打鬥和傳統舞蹈。

## 備註
1. ↑  若採用砂拉越舊譯，則可以寫為砂磱越直轄殖民地、砂朥越直轄殖民地、砂勞越直轄殖民地、砂羅越直轄殖民地、砂捞越直轄殖民地或沙捞越直轄殖民地[3]
2. ↑  原文 Rukun 13
3. ↑  原文
4. ↑  英文：
5. ↑  原文：Jelutong，未找到此詞語和橡膠有關的譯名
6. ↑  英語：
7. ↑  從左到右原文分別為：、和